# Moneyball
Moneyball (titulada: Moneyball: Rompiendo las reglas en España y El juego de la fortuna en Argentina, Chile, Colombia, México y Perú) es una película de 2011 dirigida por Bennett Miller y protagonizada por Brad Pitt, Jonah Hill y Philip Seymour Hoffman. Es una adaptación de la novela Moneyball: The Art of Winning an Unfair Game (2003), basada en la historia real de Billy Beane, gerente general del equipo Oakland Athletics, quien utilizaba las estadísticas avanzadas para fichar jugadores.
Columbia Pictures adquirió los derechos en 2004 y, tras siete años de desarrollo, se presentó en el Festival Internacional de Cine de Toronto en 2011. Fue estrenada en cines el 23 de septiembre.

## Sinopsis
Billy Beane (Brad Pitt) es el gerente general del equipo de béisbol Oakland Athletics, que acaba de perder otra temporada más. Decidido a relanzar el equipo, y con la ayuda del joven economista Peter Brand (Jonah Hill), utilizará las estadísticas de este para fichar a los jugadores que cree más oportunos. Un método que no es compartido por sus compañeros, ni por el entrenador del equipo Art Howe (Philip Seymour Hoffman).

## Argumento detallado
El gerente general de los Athletics de Oakland, Billy Beane (Brad Pitt), está molesto por la derrota de su equipo ante los Yankees de Nueva York en la postemporada del 2001. Con la inminente pérdida de los jugadores estrellas Johnny Damon, Jason Giambi y Jason Isringhausen a agencia libre, Beane trata de diseñar una estrategia para armar un equipo competitivo para el 2002 y se esfuerza por superar la nómina de jugadores limitados de Oakland. Durante una visita a los Indians de Cleveland, Beane se encuentra con Peter Brand (Jonah Hill), un joven economista graduado en Yale con ideas radicales sobre la forma de evaluar a los jugadores. Beane prueba la teoría de Brand al preguntarle si lo habría fichado (apenas salido de la escuela secundaria); Beane había sido jugador en las Grandes Ligas antes de convertirse en mánager general. Aunque los scouts consideraban a Beane un jugador fenomenal, su carrera en las Grandes Ligas fue decepcionante. Después de cierto estímulo, Brand admite que él no lo habría fichado hasta la novena ronda y que Beane , por tanto, probablemente debería haber aceptado una beca para estudiar en Stanford.
Los cazatalentos del equipo son los primeros desconfiados por el nuevo enfoque de Brand, sobre todo Grady Fuson, quien es despedido por Beane después de discutir con él a causa del nuevo rumbo deportivo del equipo. Después critica en los medios de comunicación las decisiones tomadas por Beane y pone en duda el futuro del equipo. En lugar de basarse en la experiencia de los cazatalentos y la intuición, Brand selecciona a jugadores basados casi exclusivamente en su porcentaje de base (OBP). Al encontrar a los jugadores con un alto OBP pero con características que conducen a los cazatalentos a despedirlos, Brand reúne a un equipo de jugadores infravalorados con mucho más potencial del que se les reconoce y a un precio mucho más económico que las grandes estrellas. A pesar de las vehementes objeciones de los cazatalentos, Beane apoya la teoría de Brand y contrata a los jugadores que seleccionó, como el heterodoxo lanzador submarino Chad Bradford (Casey Bond). Tras los fichajes de agentes libres, Beane se da cuenta de que también se enfrenta a la oposición de Art Howe (Philip Seymour Hoffman), mánager de los Athletics. Con las tensiones ya elevadas entre ellos a causa de una disputa contractual, Howe no tiene en cuenta la estrategia de Beane y Brand, y juega el equipo en un estilo tradicional, sin tener en cuenta las indicaciones de Beane.
A principios de la temporada, a los Athletics les va mal, por lo que Beane es fuertemente criticado y ya vaticinan el fracaso del nuevo modelo y su despido como gerente general. Beane convence al propietario a mantener el rumbo, y con el tiempo el equipo comienza a mejorar. En última instancia, los Athletics ganan 20 partidos consecutivos, estableciendo el récord de la Liga americana. Su racha se limita con una victoria sobre los Royals de Kansas City. Al igual que muchos jugadores de béisbol, Beane es supersticioso y evita asistir a los partidos. Su hija le implora que vaya al partido que supondría la victoria número 20 consecutiva contra los Royals, donde Oakland ya gana 11-0 después de la tercera entrada. Beane llega en la cuarta entrada, solo para ver que el equipo va a desintegrarse y, finalmente, permite a los Royals de igualar el marcador 11-11. Por último, los Athletics ganan, con un home-run en la última entrada por una de las selecciones de Brand, Scott Hatterberg. A pesar de todos sus éxitos en la segunda mitad de la temporada, los Ahletics pierden en la primera ronda de la postemporada, esta vez contra los Twins de Minnesota. Beane está decepcionado, pero satisfecho de haber demostrado el valor de los métodos de Brand. Beane se reúne más tarde con el propietario de los Red Sox de Boston, que se da cuenta de que el nuevo modelo utilizado por Beane es el futuro del béisbol, y se ofrece a contratar a Beane como gerente general de los Red Sox.
Para terminar, una nota de la película dice que Beane dejó pasar la oportunidad de convertirse en el gerente general de los Red Sox de Boston, a pesar de una oferta de un salario de 12,5 millones de dólares, lo que lo habría convertido en el gerente general mejor pagado en la historia del deporte. Regresa a Oakland para seguir administrando a los Oakland Athletics. Mientras tanto, dos años después de la adopción de la filosofía de fichajes utilizada en Oakland, los Red Sox de Boston ganan su primera Serie Mundial desde 1918.

## Producción
Con un guion escrito originalmente por Stan Chervin, la película tenía como primer director a David Frankel, que fue reemplazado por Steven Soderbergh y que al final fue reemplazado por Bennett Miller. El rodaje se inició en julio de 2010.

## Elenco
- Brad Pitt como Billy Beane, Gerente de los Oakland Athletics.
- Jonah Hill como Peter Brand, Asistente de Billy Beane.
- Philip Seymour Hoffman como Art Howe, entrenador de los Oakland Athletics.
- Chris Pratt como Scott Hatteberg, primera base de los A's.
- Royce Clayton como Miguel Tejada, campocorto de los A's.
- Jason Windsor como John Mabry, jugador utility de los A's.
- Scott Servais como Ramón Hernández, receptor de los A's.
- Casey Bond como Chad Bradford, lanzador relevista de los A's.
- Stephen Bishop como David Justice, jardinero de los A's.
- Robin Wright como Sharon, exesposa de Beane y madre de Casey.
- Kerris Dorsey como Casey Beane.
- Reed Diamond como Mark Shapiro.

## Recepción de la crítica
Moneyball posee un 95% de aprobación en el sitio Rotten Tomatoes, basado en 204 comentarios, mientras que en Metacritic posee un 87% de aprobación, basado en 41 comentarios.
Roger Ebert puntuó al filme con cuatro estrellas y lo calificó de "intenso, inteligente y conmovedor", además de destacar las interpretaciones de Brad Pitt y Jonah Hill. 
Peter Travers de Rolling Stone, la calificó con una puntuación de 3,5 (sobre cuatro) diciendo: "Moneyball es una de las mejores y más visceralmente emocionantes películas del año".
Mientras, Owen Gleiberman, de Entertainment Weekly opinó: "la entusiasta y super inteligente Moneyball es posiblemente la mejor película sobre béisbol desde Los búfalos de Durham".
- Puntuación de MoneyBall en los medios en línea españoles

## Premios
Globos de Oro
| Año  | Categoría              | Persona                      | Resultado |
| ---- | ---------------------- | ---------------------------- | --------- |
| 2011 | Mejor película- drama  |                              | Candidata |
| 2011 | Mejor actor- drama     | Brad Pitt                    | Candidato |
| 2011 | Mejor actor de reparto | Jonah Hill                   | Candidato |
| 2011 | Mejor guion            | Aaron Sorkin Steven Zaillian | Nominados |

Premios BAFTA
| Año  | Categoría              | Persona                      | Resultado |
| ---- | ---------------------- | ---------------------------- | --------- |
| 2011 | Mejor actor            | Brad Pitt                    | Candidato |
| 2011 | Mejor actor de reparto | Jonah Hill                   | Candidato |
| 2011 | Mejor guion adaptado   | Aaron Sorkin Steven Zaillian | Nominados |

Premio del Sindicato de Actores
| Año  | Categoría              | Persona    | Resultado |
| ---- | ---------------------- | ---------- | --------- |
| 2011 | Mejor actor            | Brad Pitt  | Candidato |
| 2011 | Mejor actor de reparto | Jonah Hill | Candidato |

Premios Óscar
| Año  | Categoría              | Persona                                                | Resultado |
| ---- | ---------------------- | ------------------------------------------------------ | --------- |
| 2011 | Mejor película         |                                                        | Candidata |
| 2011 | Mejor guion adaptado   | Steven Zaillan, Aaron Sorkin y Stan Chervin            | Nominados |
| 2011 | Mejor actor            | Brad Pitt                                              | Candidato |
| 2011 | Mejor actor de reparto | Jonah Hill                                             | Candidato |
| 2011 | Mejor montaje          | Christopher Tellefsen                                  | Candidato |
| 2011 | Mejor sonido           | David Parker, Michael Semanick, Ren Klyce y Bo Persson | Candidata |